# Malcolm Barcola
Malcolm Barcola (Lyon, Francia, 14 de mayo de 1999) es un futbolista franco-togolés que juega como portero en el F. C. Paços de Ferreira y con la selección nacional de Togo.

## Selección nacional
Se incorporó a la selección de Togo el 10 de septiembre de 2019 en el partido de vuelta de la primera ronda de clasificación para el Mundial de 2022 contra las Comoras. Mantuvo la portería a cero mientras su país avanzaba a la siguiente ronda.

## Vida personal
Su hermano Bradley Barcola también es futbolista profesional en el Paris Saint-Germain.

## Estadísticas

### Clubes
Actualizado al último partido disputado el 14 de mayo de 2022.
| Club                          | Div.          | Temporada     | Liga  | Liga  | Copas nacionales | Copas nacionales | Copas internacionales | Copas internacionales | Total | Total |
| Club                          | Div.          | Temporada     | Part. | Goles | Part.            | Goles            | Part.                 | Goles                 | Part. | Goles |
| ----------------------------- | ------------- | ------------- | ----- | ----- | ---------------- | ---------------- | --------------------- | --------------------- | ----- | ----- |
| Olympique Lyonnais II Francia | 4.ª           | 2018-19       | 5     | -15   | —                | —                | —                     | —                     | 5     | -15   |
| Olympique Lyonnais II Francia | 4.ª           | 2019-20       | 5     | -10   | —                | —                | —                     | —                     | 5     | -10   |
| Olympique Lyonnais II Francia | 4.ª           | 2020-21       | 3     | -4    | —                | —                | —                     | —                     | 3     | -4    |
| Olympique Lyonnais II Francia | 4.ª           | 2021-22       | 14    | -22   | —                | —                | —                     | —                     | 14    | -22   |
| Olympique Lyonnais II Francia | Total club    | Total club    | 27    | -41   | 0                | 0                | 0                     | 0                     | 27    | -41   |
| Total carrera                 | Total carrera | Total carrera | 27    | -41   | 0                | 0                | 0                     | 0                     | 27    | -41   |